# Accident d'un Lockheed C-130 Hercules de l'armée de l'air indonésienne
Le 30 juin 2015, un Lockheed C-130 Hercules appartenant à l'armée indonésienne s'écrase après son décollage de la base aérienne de Soewondo près de Medan en Indonésie, dans une zone résidentielle de la ville. L'appareil transportait à son bord 122 personnes dont 12 membres d'équipage et 110 passagers, principalement des militaires et des familles de militaires. Il n'y a aucun survivant.

## Déroulement des faits
L’appareil, un Hercule C-130B immatriculé A-1310 du 32e escadron, décolle à 12 h 8 de la base aérienne de Medan à destination des îles Natuna. Il s'écrase deux minutes plus tard, à environ 5 km de la base, dans une zone résidentielle de Medan, ville du nord de l’île de Sumatra. Selon le chef de l’Armée de l’air indonésienne, l’appareil, construit en 1961, était « en très bon état » et a rencontré des problèmes peu après son décollage ; « le pilote a demandé à retourner à la base, ce qui signifie qu’il y avait une panne ».
Des bâtiments proches du lieu de la catastrophe sont gravement endommagés et des véhicules broyés par le crash de l'appareil. L'agence locale de recherches et de secours affirme qu'au moins vingt personnes au sol ont été tuées.
Il s'agit du 4e accident d'un appareil de ce type en service dans la force aérienne indonésienne depuis 2000.

## Enquête
Selon les premiers éléments de l'enquête, l'appareil volait trop lentement en raison d'un problème sur l'un des quatre moteurs à hélice. Un commandant des forces aériennes précise qu'« il est probable qu'une hélice se soit arrêtée. L'avion, qui volait trop lentement, a fait une embardée à droite et percuté un pylône d'antenne d'un bâtiment ».